# 94 Ceti
94 Ceti, som är stjärnans Flamsteed-beteckning, eller HD 19994, är en trippelstjärna belägen i den nordöstra delen av stjärnbilden Valfisken. Den har en kombinerad skenbar magnitud på 5,07 och är svagt synlig för blotta ögat där ljusföroreningar ej förekommer. Baserat på parallaxmätning inom Hipparcosuppdraget på ca 44,3 mas, beräknas den befinna sig på ett avstånd på ca 74 ljusår (ca 23 parsek) från solen. Den rör sig bort från solen med en heliocentrisk radialhastighet på ca 19 km/s.

## Egenskaper
Primärstjärnan 94 Ceti A är en gul till vit stjärna i huvudserien av spektralklass F8 V. Den har en massa som är ca 1,3 solmassor, en radie som är ca 1,9 solradier och utsänder från dess fotosfär ca 4 gånger mera energi än solen vid en effektiv temperatur av ca 6 100 K. Den har ett överskott av infraröd strålning, vilket antagligen betyder närvaro av en omgivande stoftskiva med en radie av 95 AE och en temperatur av 40 K.
94 Ceti är en hierarkisk trippelstjärna med 94 Ceti A som omkretsas av 94 Ceti B och C, ett par stjärnor av spektraltyp M, som har en omloppsperiod kring primärstjärnan av ca 2 000 år. 94 Ceti B och C kretsar samtidigt kring varandra med en  omloppsperiod av ca 378 dygn och en excentricitet av 0,360.

### Planetsystem
Den 7 augusti 2000 tillkännagavs en planet av Geneva Extrasolar Planet Search-teamet observerad genom mätningar av radiell hastighet som gjordes med det schweiziska 1,2-meters Leonhard Euler-teleskopet vid La Silla Observatory i Chile. Den har en omloppsperiod av 535,7 ± 3,1 dygn med en excentricitet av 0,30 ± 0,04.